# خوسيه ماريا دي إيريديا
خوسيه ماريا دي إيريديا (٢٢ نوفمبر ١٨٤٢ – ٣ أكتوبر ١٩٠٥) شاعر ومترجم فرنسي من أصل إسباني-كوبي، وأحد أبرز شعراء المدرسة البارناسية. وُلد قرب سانتياغو دي كوبا، وانتقل إلى فرنسا عام ١٨٥١ حيث أكمل دراسته وتعرّف على الشاعر لوكونت دو ليل الذي أثّر فيه بعمق.
عاد إلى كوبا عام ١٨٥٩ لدراسة القانون، لكنه رجع إلى فرنسا لعدم اعتراف كوبا بشهادته. درس في "إيكول دي شارتر" (١٨٦٢-١٨٦٥) وبدأ كتابة قصائده الأولى. انضم إلى "البارناس المعاصر" وشارك في أنطولوجياته، كما نشر أعماله في مجلات أدبية مرموقة.
إيريديا ساهم في التعريف بالتاريخ الإسباني وأمريكا الإسبانية في فرنسا، وكرّس عشر سنوات لترجمة "التاريخ الحقيقي لفتح إسبانيا الجديدة" لبيرنال دياث ديل كاستيو، إضافة لترجمات من الإسبانية، اللاتينية، الفرنسية، والإنجليزية.
في ١٨٩٣ نشر عمله الأهم "الانتصارات"، وانتُخب عضوًا في الأكاديمية الفرنسية عام ١٨٩٤. تولّى مناصب ثقافية عدة، منها محافظ مكتبة الأرسنال بباريس، وأسّس عام ١٩٠٢ جمعية الشعراء الفرنسيين.
تزوج عام ١٨٦٧ من لويز-سيسيل ديسباينج، وأنجب ثلاث بنات، إحداهن ماري دي إيريديا. توفي في قلعة بوردونيه قرب هودان.
من ترجماته للإسبانية: "مغامرات شرلوك هولمز" (١٨٩٥) التي تضم ١٢ قصة منها فضيحة في بوهيميا ورابطة ذوي الشعر الأحمر وتاج الزمرد.